# Losang Yeshe Tenzin Gyatso Pelsangpo
Losang Yeshe Tenzin Gyatso Pelsangpo (Lhasa, 30 aprile 1901 – Dharamsala, 1981) è stato un monaco buddhista tibetano e XVII Trijang Rinpoce.

## I primi anni
Nacque a Lhasa, in un'influente famiglia aristocratica discendente dallo zio del VII Dalai Lama, e fin dalla più tenera infanzia dimostrò un grande interesse per le pitture religiose, le statue e gli strumenti rituali tantrici. Fu pertanto visitato e messo alla prova da alcuni influenti lama e monaci alla ricerca della reincarnazione del XVI Trijang Rinpoce. Al termine degli esami fu riconosciuto come il nuovo Trijang, e i monaci in seguito aggiunsero che quando li vide li chiamò per nome e domandò loro di lavargli i piedi: l'ultimo Trijang Rinpoce, infatti, quando soffriva di reumatismi aveva l'abitudine di farsi lavare i piedi dai propri attendenti.
Il suo riconoscimento, però, fu inizialmente assai contrastato da vari lama e monaci del Monastero di Chatreng, nel Kham, presso i confini con la Cina, di cui i Trijang Rinpoce erano i khenpo: essi avrebbero voluto insediare alla guida del monastero un candidato locale, vedendo in Lhasa niente altro che un luogo da cui venivano imposte tasse onerose e decisioni arbitrarie. Il giovane pretendente però morì cadendo da cavallo al suo arrivo al Monastero di Sera, dove si accingeva ad avviare i suoi studi, e in seguito perirono in varie circostanze altri autorevoli lama oppositori.

## Gli studi
All'età di tre anni, il bambino di Lhasa venne quindi invitato dal XIII Dalai Lama nella residenza di Trijang nella capitale stessa, dove iniziò la vita monastica di scuola Gelug, imparando rapidamente a leggere e ricevendo i primi insegnamenti da Pabongka Rinpoche, che divenne il suo principale maestro, da cui ricevette l'iniziazione di Dorje Shugden e gli insegnamenti di Gyalwa Ensapa, del Guru Yoga di lama Tzong Khapa e I Sei metodi per rivitalizzare i Chakra, un noto insegnamento di Heruka.
Nel 1907 entrò nel monastero di Gepel Ling, dove prese i Cinque Voti Pratimoksha e ricevette il nome Losang Yeshe Tenzin Gyatso Pelsangpo. Nei successivi dodici anni studiò le principali Scritture, soprattutto il Prajñāpāramitāsūtra, il Vinaya Piṭaka e l'Abhidharmakosha. Si concentrò molto anche sui commentari di lama Tzong Khapa, del I Dalai Lama e del IV Panchen Lama.
Considerato per unanime giudizio uno studente modello, ricevette le iniziazioni di Mañjuśrī, Avalokiteshvara, Varjrapani, Guhyasamaja, Yamantaka, Heruka e Vajrayogini. Da Serkong Rinpoche ricevette invece l'iniziazione di Kalachakra. A nove anni si ammalò di vaiolo, esperienza che segnò per sempre la sua salute, ma continuò a pieno regime a comporre canti e a dibattere con i ghesce dei monasteri di Drepung, Ganden e Sera. Ricevuto il titolo di Ghesce Lharampa, il più alto in grado, e la piena ordinazione monastica dal XIII Dalai Lama, fu ammesso al collegio tantrico di Gyuto nel 1919, dove studiò il tantra di Heruka.

## L'insegnamento
Terminò il suo percorso di apprendimento sotto Pabongka Rinpoche tra i venti e i ventidue anni, e dopo un anno si recò al Monastero di Chatreng per ascoltare altri insegnamenti e poi ritirarsi in meditazione su alcune divinità. A ventitré anni iniziò a dare insegnamenti in vari monasteri Gelug sparsi in tutto il Tibet, acquisendo una fama pari a quella di Pabongka Rinpoche. Nel 1933, quando il XIII Dalai Lama morì, aiutò i maggiori lama a officiare la cerimonia funebre.
In seguito si riunì a Pabongka Rinpoche a Ganden per una lezione di Lam Rim, occasione in cui ricevette una copia di un testo classico scritto con lettere dorate, dal quale poi si ispirò per scrivere molti libri, tra cui il commentario «La liberazione sul palmo della tua mano».

## Tutore del XIV Dalai Lama e la vita in esilio
Dopo i viaggi nel 1939 in India e Nepal, e una visita al Monastero di Tashilhunpo, trascorsi dando insegnamenti e iniziazioni, nel 1941 diventò il tutore più giovane del XIV Dalai Lama al quale sarebbe rimasto legato fino alla morte.

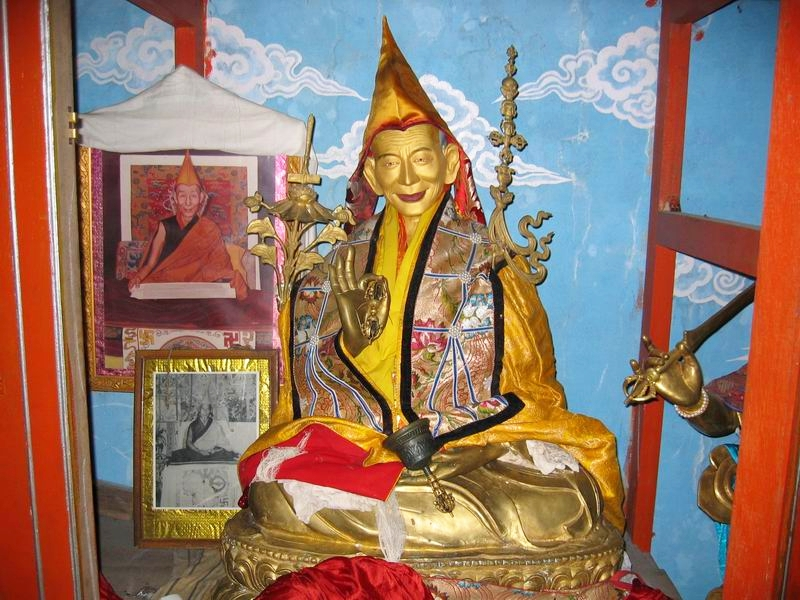
Statua di Losang Pelsangpo al Monastero di Sera a Bylakuppe, in India

A partire dal 1950, per ordine del Presidente Mao, l'esercito cinese conquistò gradualmente il Tibet, che venne annesso allo Stato cinese, e il XIV Dalai Lama, che all'epoca aveva appena quindici anni, fu immediatamente incoronato sovrano per rispondere alla crisi, e per tutelarsi dalle ritorsioni cinesi si trasferì con i più alti dignitari al Monastero di Dunkhar, lungo il confine con l'India.
Ivi, ben protetto e isolato, studiò con pazienza la migliore risposta all' invasione straniera fino al giorno in cui gli fu presentato da Trijang Rinpoce un anziano monaco residente noto per essere il medium dell'oracolo di Dorje Shugden. Durante la sua trance, l'oracolo diede risposte molto precise, tanto da suscitare l'attenzione del giovane Dalai Lama verso Dorje Shugden, incoraggiata successivamente dallo stesso Trijang. Da quel momento, ignorante delle origini storiche del culto e della netta posizione assunta dai predecessori, il giovane si accostò definitivamente al culto, ricevette l'iniziazione e fece inserire Dorje Shugden tra le divinità ufficialmente venerate. Fu così che in gran parte del Tibet apparvero di statue e thangka dello spirito dalla forma terrifica, armato di spada su di sfondo fatto di fuoco o oceani di sangue, e si tennero ripetute e sfarzose cerimonie atte a richiederne servigi immediati, potere e ricchezza. Il suo oracolo divenne il secondo dopo Nechung.
Successivamente, nel 1959, la dominazione cinese si inasprì in tutto il Tibet, tanto che il XIV Dalai Lama dovette lasciare il Paese e stabilirsi a Dharamsala, in India, con un governo in esilio allo scopo di preservare l'eredità culturale dei tibetani da una politica di cambiamento in favore del modello cinese. Anche se non vi fu mai piena certezza, qualcuno sostenne che fu proprio l'Oracolo di Dorje Shugden a consigliare il sentiero di fuga al giovane sovrano poco prima che avvenisse l'attacco militare al Norbulingka di Lhasa, dato che per lungo tempo il potente Nechung aveva perduto il tradizionale potere.
Trijang Rinpoce seguì il suo allievo poco dopo aver composto il Gyallu, l'inno nazionale del Tibet, e contribuì molto attivamente alla riorganizzazione della vita dei profughi e del sistema monastico tibetano in esilio. Diede molti insegnamenti e proseguì con la diffusione del culto di Dorje Shugden in tono con l'esperienza del maestro Pabongka Rinpoche. Molti tra i suoi discepoli divennero ben presto lama e ghesce di altissimo livello. Alcuni di essi si recarono a vivere in Occidente, come lama Yeshe, lama Zopa, lama Gangchen, ghesce Kelsang Gyatso, Ghesce Rabten e Zemey Rinpoche.
Primo lama a incontrarsi con Papa Paolo VI nel 1963, morì in esilio in India nel 1981.
| Controllo di autorità | VIAF (EN) 79420973 · ISNI (EN) 0000 0000 8397 2059 · LCCN (EN) n88613912 · GND (DE) 119365308 · J9U (EN, HE) 987007263607705171 |